# 凯尔采
凯尔采（波蘭語：Kielce）是波蘭圣十字省省会，位于波兰东南部圣十字山脉Silnica河河畔。人口約18萬人，是区域经济、旅游和贸易会展中心。凱爾采位於華沙和克拉科夫之間的交通中繼點，是重要的交通都市。在历史與文化上，凱爾采位于小波蘭地區。凯尔采方言广泛应用于南部及中部地区。辖区内有5个自然保护区。

## 历史
凯尔采这一名称最可能的起源是古波兰語名词「kielce」（复数形式的kielec ，即“芽”），指定居点所在的湿地中发芽的植物。
最早提到凯尔采的文献可追溯到1213年。波蘭立陶宛聯邦時期，凱爾采屬於桑多梅日省。
1946年发生凯尔采反犹骚乱。

## 经济
凯尔采经济发展始于15世纪对铁矿石、铜、铅以及大理石的开采和加工。现今在先前的基础上又开发了建筑业、建筑材料、机电工程以及食品加工。

### 贸易
近年来，凯尔采贸易业发展迅速。现有三个购物中心：Radomska中心、圣十字Pasaż中心以及Echo购物中心，其中Echo购物中心于2011年扩建完成，成为波兰商铺数量最多的购物中心。

## 人口
根据2024年数据，凯尔采城区有181,211人（在波兰城市中排名第18位）。大都市区人口約35萬。
2010年数据，人均收入为3000兹罗提。
- 近四世纪凯尔采人口图表：

凯尔采人口最高记录出现在1991年，达到了215005人。

## 友好城市
- 匈牙利切佩爾
- 乌克兰文尼察
- 德国哥达
- 法國奥朗日
- 丹麦海宁
- 以色列拉姆拉
- 中国余姚市
- 中国台州市
- 捷克特熱比奇